# Список кавалеров ордена «За заслуги перед Отечеством» за 2017 год

## Кавалеры ордена I степени
1. 13 февраля 2017 года, № 59 — Рождественский, Геннадий Николаевич — профессор федерального государственного бюджетного образовательного учреждения высшего образования «Московская государственная консерватория имени П. И. Чайковского»[1]
2. 1 марта 2017 года, № 95 — Терешкова, Валентина Владимировна — заместитель председателя Комитета Государственной думы по федеративному устройству и вопросам местного самоуправления[2]
3. 17 августа 2017 года, № 373 — Толстой, Георгий Кириллович — академик Российской академии наук, профессор кафедры гражданского права федерального государственного бюджетного образовательного учреждения высшего образования «Санкт-Петербургский государственный университет»[3]
4. 24 октября 2017 года, № 512 — Лещенко, Лев Валерьянович — артист-вокалист, член правления Международного союза деятелей эстрадного искусства (творческого союза), президент Культурного фонда Льва Лещенко, город Москва[4]

## Кавалеры ордена II степени
1. 26 января 2017 года, № 30 — Меньшов, Владимир Валентинович — кинорежиссёр-постановщик федерального государственного унитарного предприятия «Киноконцерн „Мосфильм“», город Москва
2. 13 февраля 2017 года, № 59 — Грач, Эдуард Давидович — профессор федерального государственного бюджетного образовательного учреждения высшего образования «Московская государственная консерватория имени П. И. Чайковского»
3. 13 февраля 2017 года, № 59 — Соткилава, Зураб Лаврентьевич — профессор федерального государственного бюджетного образовательного учреждения высшего образования «Московская государственная консерватория имени П. И. Чайковского»
4. 5 апреля 2017 года, № 145 — Третьяк, Владислав Александрович — депутат Государственной думы Федерального собрания Российской Федерации
5. 18 мая 2017 года, № 215 — Калягин, Александр Александрович — художественный руководитель государственного бюджетного учреждения культуры города Москвы «Московский театр „ET CETERA“ под руководством Александра Калягина»
6. 12 июля 2017 года, № 315 — Маленченко, Юрий Иванович — инструктор-космонавт-испытатель отряда космонавтов федерального государственного бюджетного учреждения «Научно-исследовательский испытательный центр подготовки космонавтов имени Ю. А. Гагарина», Московская область
7. 31 июля 2017 года, № 351 — Пьеха, Эдита Станиславовна — солистка-вокалистка межрегиональной общественной организации «Союз концертных деятелей», город Санкт-Петербург
8. 25 сентября 2017 года, № 436 — Шанцев, Валерий Павлинович — губернатор Нижегородской области, Председатель Правительства Нижегородской области
9. 24 октября 2017 года, № 512 — Оганесян, Юрий Цолакович — научный руководитель лаборатории Объединённого института ядерных исследований, Московская область
10. 2 ноября 2017 года, № 531 — Воробьёв, Юрий Леонидович — член Совета Федерации Федерального собрания Российской Федерации от законодательного (представительного) органа государственной власти Вологодской области, заместитель Председателя Совета Федерации Федерального собрания Российской Федерации

## Кавалеры ордена III степени
1. 26 января 2017 года, № 30 — Кононенко, Олег Дмитриевич — инструктор-космонавт-испытатель — заместитель командира отряда космонавтов федерального государственного бюджетного учреждения «Научно-исследовательский испытательный центр подготовки космонавтов имени Ю. А. Гагарина», Московская область
2. 26 января 2017 года, № 30 — Гришпун, Ефим Моисеевич — председатель совета директоров открытого акционерного общества «Первоуральский динасовый завод», Свердловская область
3. 26 января 2017 года, № 30 — Прошкин, Александр Анатольевич — режиссёр, член Общероссийской общественной организации «Союз кинематографистов Российской Федерации», город Москва
4. 13 февраля 2017 года, № 59 — Тырышкин, Виктор Иванович — президент общества с ограниченной ответственностью «Корпорация ВИТ», Московская область
5. 20 марта 2017 года, № 119 — Штернфельд, Владимир Давидович — председатель совета Региональной общественной организации «Еврейская национально-культурная автономия города Москвы»
6. 20 марта 2017 года, № 119 — Бородин, Алексей Владимирович — художественный руководитель федерального государственного бюджетного учреждения культуры «Российский государственный академический молодёжный театр», город Москва
7. 18 мая 2017 года, № 215 — Ашурков, Иван Андреевич (митрополит Казанский и Татарстанский Феофан) — управляющий религиозной организацией «Казанская Епархия Русской Православной Церкви (Московский Патриархат)», глава Татарстанской митрополии
8. 18 мая 2017 года, № 215 — Митюков, Михаил Алексеевич — председатель Комиссии при Президенте Российской Федерации по реабилитации жертв политических репрессий
9. 18 мая 2017 года, № 215 — Мухаметшин, Фарид Хайруллович — Председатель Государственного Совета Республики Татарстан
10. 18 мая 2017 года, № 215 — Петров, Юрий Александрович — первый заместитель председателя Комитета Государственной думы по природным ресурсам, собственности и земельным отношениям
11. 18 мая 2017 года, № 215 — Кузьминов, Ярослав Иванович — ректор федерального государственного автономного образовательного учреждения высшего образования «Национальный исследовательский университет „Высшая школа экономики“», город Москва
12. 18 мая 2017 года, № 215 — Овчинников, Всеволод Владимирович — политический обозреватель отдела международной информации федерального государственного бюджетного учреждения «Редакция „Российской газеты“», город Москва
13. 12 июня 2017 года, № 266 — Симонов, Юрий Иванович — художественный руководитель и главный дирижёр Академического симфонического оркестра федерального государственного бюджетного учреждения культуры «Московская государственная академическая филармония»
14. 27 июня 2017 года, № 288 — Мау, Владимир Александрович — ректор федерального государственного бюджетного образовательного учреждения высшего образования «Российская академия народного хозяйства и государственной службы при Президенте Российской Федерации», город Москва
15. 12 июля 2017 года, № 315 — Волков, Сергей Александрович — инструктор-космонавт-испытатель отряда космонавтов федерального государственного бюджетного учреждения «Научно-исследовательский испытательный центр подготовки космонавтов имени Ю. А. Гагарина», Московская область
16. 10 сентября 2017 года, № 416 — Могилёв, Александр Геннадьевич (митрополит Астанайский и Казахстанский Александр) — глава Митрополичьего округа Русской православной церкви в Республике Казахстан, постоянный член Священного синода Русской православной церкви
17. 10 сентября 2017 года, № 416 — Кирпичников, Михаил Петрович — академик Российской академии наук, декан факультета федерального государственного бюджетного образовательного учреждения высшего образования «Московский государственный университет имени М. В. Ломоносова»
18. 10 сентября 2017 года, № 416 — Салихов, Кев Минуллинович — академик Российской академии наук, заведующий отделом, научный руководитель федерального государственного бюджетного образовательного учреждения науки Казанского физико-технического института имени Е. К. Завойского Казанского научного центра Российской академии наук, Республика Татарстан
19. 16 сентября 2017 года, № 425 — Кузьмич, Янина Леонтьевна — ведущий конструктор акционерного общества «Конструкторское бюро приборостроения имени академика А. Г. Шипунова», Тульская область
20. 16 сентября 2017 года, № 425 — Швец, Лев Михайлович — главный конструктор акционерного общества «Конструкторское бюро приборостроения имени академика А. Г. Шипунова», Тульская область
21. 2 ноября 2017 года, № 531 — Матвеев, Виктор Анатольевич — директор Объединённого института ядерных исследований, Московская область
22. 2 ноября 2017 года, № 531 — Иванов, Виктор  Константинович — заместитель директора по научной работе Медицинского радиологического научного центра имени А. Ф. Цыба — филиала федерального государственного бюджетного учреждения «Национальный медицинский исследовательский радиологический центр», Калужская область

## Кавалеры ордена IV степени
1. 25 января 2017 года, № 34 — Хинштейн, Александр Евсеевич, город Москва
2. 26 января 2017 года, № 30 — Шкаплеров, Антон Николаевич — инструктор-космонавт-испытатель отряда космонавтов федерального государственного бюджетного учреждения «Научно-исследовательский испытательный центр подготовки космонавтов имени Ю. А. Гагарина», Московская область
3. 13 февраля 2017 года, № 59 — Тарасова, Татьяна Анатольевна — старший тренер спортивной сборной команды Российской Федерации по фигурному катанию на коньках федерального государственного бюджетного учреждения «Центр спортивной подготовки сборных команд России», город Москва
4. 5 апреля 2017 года, № 145 — Шевченко, Юрий Леонидович — президент федерального государственного бюджетного учреждения «Национальный медико-хирургический Центр имени Н. И. Пирогова», город Москва
5. 18 мая 2017 года, № 215 — Маслов, Евгений Владимирович — управляющий директор акционерного общества «Уральская Сталь» общества с ограниченной ответственностью «Управляющая компания „МЕТАЛЛОИНВЕСТ“», Московская область
6. 27 июня 2017 года, № 288 — Воронков, Владимир Иванович — Постоянный представитель Российской Федерации при международных организациях в Вене, Австрийская Республика
7. 12 июля 2017 года, № 315 — Корниенко, Михаил Борисович — космонавт-испытатель отряда космонавтов федерального государственного бюджетного учреждения «Научно-исследовательский испытательный центр подготовки космонавтов имени Ю. А. Гагарина», Московская область
8. 12 июля 2017 года, № 315 — Талызина, Валентина Илларионовна — артистка государственного бюджетного учреждения культуры города Москвы «Государственный академический театр имени Моссовета»
9. 17 августа 2017 года, № 373 — Песков, Юрий Александрович — советник генерального директора общества с ограниченной ответственностью «Комбайновый завод „Ростсельмаш“», Ростовская область
10. 17 августа 2017 года, № 373 — Штыгашев, Владимир Николаевич — Председатель Верховного Совета Республики Хакасия
11. 17 августа 2017 года, № 373 — Щербакова, Елена Александровна — художественный руководитель — директор федерального государственного бюджетного учреждения культуры «Государственный академический ансамбль народного танца имени Игоря Моисеева», город Москва
12. 17 августа 2017 года, № 373 — Шляхто, Евгений Владимирович — генеральный директор федерального государственного бюджетного учреждения «Северо-Западный федеральный медицинский исследовательский центр имени В. А. Алмазова», город Санкт-Петербург
13. 21 августа 2017 года, № 387 — Березовский, Владимир Иванович — горнорабочий очистного забоя шахты «Таллинская-Западная-1» акционерного общества «СУЭК-Кузбасс», Кемеровская область
14. 10 сентября 2017 года, № 416 — Дрозденко, Александр Юрьевич — губернатор Ленинградской области
15. 10 сентября 2017 года, № 416 — Хворостовский, Дмитрий Александрович — оперный певец, член общественной организации «Международный союз музыкальных деятелей» (творческого союза), город Москва
16. 10 сентября 2017 года, № 416 — Абрамян, Ара Аршавирович — президент акционерного общества «Согласие», посол доброй воли ЮНЕСКО
17. 16 сентября 2017 года, № 425 — Скрипочка, Олег Иванович — космонавт-испытатель отряда космонавтов федерального государственного бюджетного учреждения «Научно-исследовательский испытательный центр подготовки космонавтов имени Ю. А. Гагарина», Московская область
18. 24 октября 2017 года, № 512 — Борисов, Андрей Саввич — государственный советник Республики Саха (Якутия) Управления делами Главы Республики Саха (Якутия) и Правительства Республики Саха (Якутия)
19. 26 декабря 2017 года, № 627 — Душарин, Иван Трофимович — тренер спортивной команды (по военно-прикладным видам спорта) федерального автономного учреждения Министерства обороны Российской Федерации «Центральный спортивный клуб Армии»